# Нагасаки Атлетик (стадион)
«Нагасаки Атлетик» (яп. 長崎県立総合運動公園陸上競技場) — стадион, расположенный в городе Исахая, префектура Нагасаки, Япония. Является домашней ареной клуба Второго дивизиона Джей-лиги «В-Варен Нагасаки». Стадион вмещает 15 419 зрителей и был построен в 1969 году.

## История
Стадион был открыт и построен в 1969 году. 27 июля 1991 года на стадионе состоялся матч между сборными Японии и Южной Кореи. В сентябре 2009 года состоялась первая игра на стадионе в рамках чемпионата Японии по регби.
В 2011 году стадион был снесён, чтобы на месте его построить новый, соответствующий требованиям к стадионам Джей-лиги. 

## Транспорт
- Главная линия Нагасаки, Линия Омура и Линия Симабара: пересадка на автобусные маршруты от станции Исахая.